# براد رايت (كرة سلة)
براد رايت (بالإنجليزية: Brad Wright)‏ مواليد 27 مارس 1962 في هوليوود، هو لاعب كرة سلة أمريكي سابق. بدأ مسيرته الاحترافية في سنة 1985. تم اختياره من قبل فريق غولدن ستايت ووريورز خلال الدرافت. يبلغ طوله 7 قدم 00 بوصة (2.1 م). اعتزل اللعب في 1995.

## المسيرة الاحترافية
لعب مع نيويورك نيكس في سنة 1987، ثم لعب مع دنفر ناغتس في سنة 1988، ثم لعب مع نادي أورينسي لكرة السلة في الدوري الإسباني في موسم 1990–1991.

## روابط خارجية
- براد رايت على موقع إن بي أي (الإنجليزية)
- براد رايت على موقع سبورتس رفرنس (الإنجليزية)
- براد رايت على موقع الدوري الإسباني لكرة السلة (الإسبانية)
- براد رايت على موقع كلية كرة السلة في سبورتس رفرنس.كوم (الإنجليزية)
- براد رايت على موقع ريلجم (الإنجليزية)
- براد رايت على موقع بروبوليرز (الإنجليزية)
- براد رايت على موقع سبورتس رفرنس (الإنجليزية)